# Nowy Harsz
Nowy Harsz (deutsch Neu Haarszen, 1936 bis 1945 Neu Haarschen) ist ein Ort in der polnischen Woiwodschaft Ermland-Masuren, der zur Landgemeinde Pozezdrze (Possessern, 1938 bis 1945 Großgarten) im Powiat Węgorzewski (Kreis Angerburg) gehört.

## Geografische Lage
Nowy Harsz liegt im Nordosten der Woiwodschaft Ermland-Masuren östlich des Jezioro Dargin (Dargainen See), elf Kilometer südlich der Kreisstadt Węgorzewo (Angerburg).

## Geschichte
Das kleine Dorf Neu Harszen und war bis 1945 ein Wohnplatz in der Landgemeinde Haarszen (1936 bis 1945 Haarschen, polnisch Harsz) im Kreis Angerburg. Im Jahr 1905 zählte der Ort 56 Einwohner. Am 17. September 1936 wurde die Schreibweise von Neu Haarszen in „Neu Haarschen“ geändert.
In Kriegsfolge kam der Ort 1945 mit dem gesamten südlichen Ostpreußen zu Polen und wurde ein selbständiger Ort mit der polnischen Bezeichnung „Nowy Harsz“. Er ist dem Schulzenamt (polnisch sołectwo) Harsz (Haarszen bzw. Haarschen) zugeordnet und damit Teil der Landgemeinde Pozezdrze (Possessern, 1938 bis 1945 Großgarten) im Powiat Węgorzewski (Kreis Angerburg), vor 1998 der Woiwodschaft Suwałki, seither der Woiwodschaft Ermland-Masuren zugeordnet.

## Religion
Bis 1945 war Neu Haarszen der evangelischen Kirche Possessern in der Kirchenprovinz Ostpreußen der Kirche der Altpreußischen Union und der katholischen Kirche Zum Guten Hirten Angerburg im Bistum Ermland zugeordnet.
Heute gehört Nowy Harsz zur katholischen Pfarrei Pozezdrze im Bistum Ełk (Lyck) der Römisch-katholischen Kirche in Polen bzw. zur Pfarrei Giżycko (Lötzen) in der Diözese Masuren der Evangelisch-Augsburgischen Kirche in Polen, die eine Predigtstelle in Pozezdrze unterhält.

## Verkehrsanbindung
Nowy Harsz ist ein Seeuferort und nur über zwei Zubringerstraßen von Harsz (Haarszen/Haarschen) bzw. von Pieczarki (Pietzarken, 1931 bis 1945 Bergensee) über Port Pieczarki („Hafen Pietzarken“) erreichbar.